# Esmalt blau

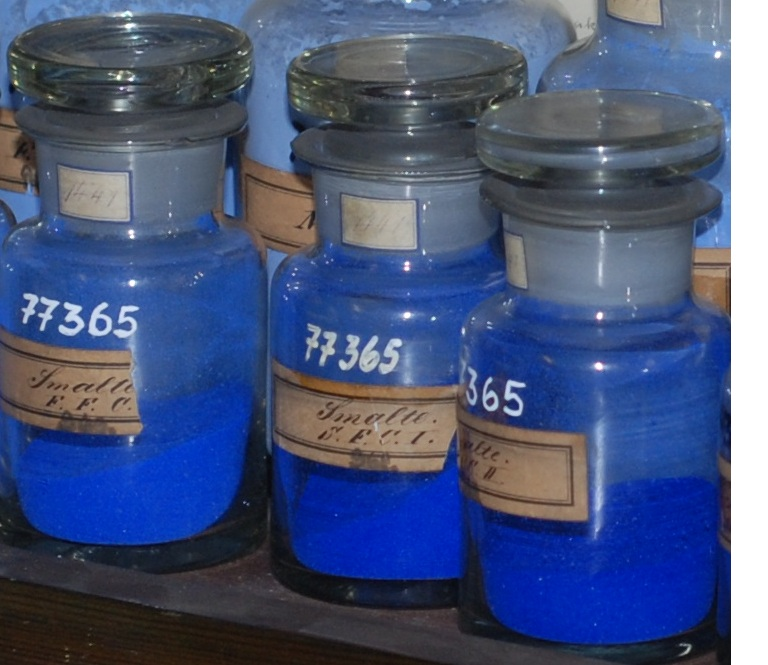
Smalt (esmalt blau), Col·lecció històrica de colorants de la Universitat Tècnica de Dresden (Alemanya)

Esmalt blau, blau d'esmalt, esmalt, esmaltí o esmaltina és el nom del pigment usat per a obtenir la color del mateix nom. Aquest pigment és artificial, i s'obté per la cocció ceràmica del mineral diarsenur de cobalt (o escuterudita) amb quars (sorra) i potassa. La vitrificació resultant (o "frita") es polvoritza. Aquest pigment va ser àmpliament usat a Europa com a substitut relativament assequible del blau ultramar.
El nom procedeix probablement del seu origen ceràmic.
Va ser substituït pel blau de Cobalt. En l'actualitat es fabrica en quantitats mínimes amb finalitats de restauració.

## Composició i usos
El pigment esmaltina és una pols blava transparent i estable que va ser utilitzada discontínuament ja a l'antiguitat, potser fou redescobert o transmès d'alguna manera, fins al segle XIX, però que avui és gairebé en desús.
La seva fórmula química és imprecisa, és un pigment inorgànic que conté entre 2% i 18% d'òxid de cobalt i 66% i 72% de sílice. El contingut de potassi varia entre el 10% i el 21%. Les impureses poden incloure òxids de coure, magnesi, sodi, níquel, manganès i bari.
L'escuterudita de cobalt torrada es converteix en òxid de cobalt, que es fon amb quars i potassa per a produir vidre. S'aboca en aigua freda, on es trenca en partícules petites que després es molen. Segons Pacheco no convé de triturar-ho gaire fi.
L'esmalt blau va ser apreciat per la seva color i el seu preu assequible, en comparació amb el prohibitiu blau ultramar. No obstant això, si es manipula malament, o simplement amb el temps, després de ser barrejat amb l'oli, la color s'esvaeix i va cap a un gris blavós per migració del cobalt cap a la matriu d'oli endurit. Sembla que una proporció de potassi superior d'1/1 evita aquesta pèrdua de cobalt i, per tant, de color.

## Història
De Beckmann ençà s'atribueix el descobriment de l'esmaltina a Christof Schürer, entre 1540 i 1560. S'han descobert, en canvi, pintures anteriors que incloïen el pigment (de Dirck Bouts o Giovanni Bellini). Per a algun autor l'origen estaria en el cristall venecià, o en alguna connexió amb les tradicions de l'Orient Mitjà. Els egipcians van utilitzar colors ceràmics amb cobalt però no com a pigments, i no és clar que aquest sigui l'origen de l'esmalt blau.
Aquest pigment es va utilitzar entre els segles XV i XVIII com a substitut de l'ultramar, i sovint en combinació amb aquest. Pacheco recomana d'usar-ho de fons, i fer les veladures per damunt amb ultramar, puix que, entre altres coses, l'esmaltina té el gra molt més gruixut. Per al fresc recomana d'usar solament l'ultramar en secco, per sobre de la paret ja forjada, sobre un fons del color més econòmica.
Amb el sorgiment dels blaus de cobalt pròpiament dits aquesta color va caure en desús. En l'actualitat es produeix amb finalitats de restauració.
L'esmalt blau es troba en obres de pintors com Tiziano, Tintoretto, Vermeer, Rembrandt, El Bosco, Rubens, el seu deixeble Van Dyck, Brueghel el Vell, Murillo i Velázquez.

## Nomenclatura

### Denominació en l'Índex internacional de la color
- Pigment Blue 32, PB 32
- CI 77365[8]

### Noms en altres idiomes
- En alemany: smalte.
- En francés: smalt.
- En anglès: smalt (vegeu Cobalt glass).
- En italià: blu di smalto.